# Aloys Fellmann

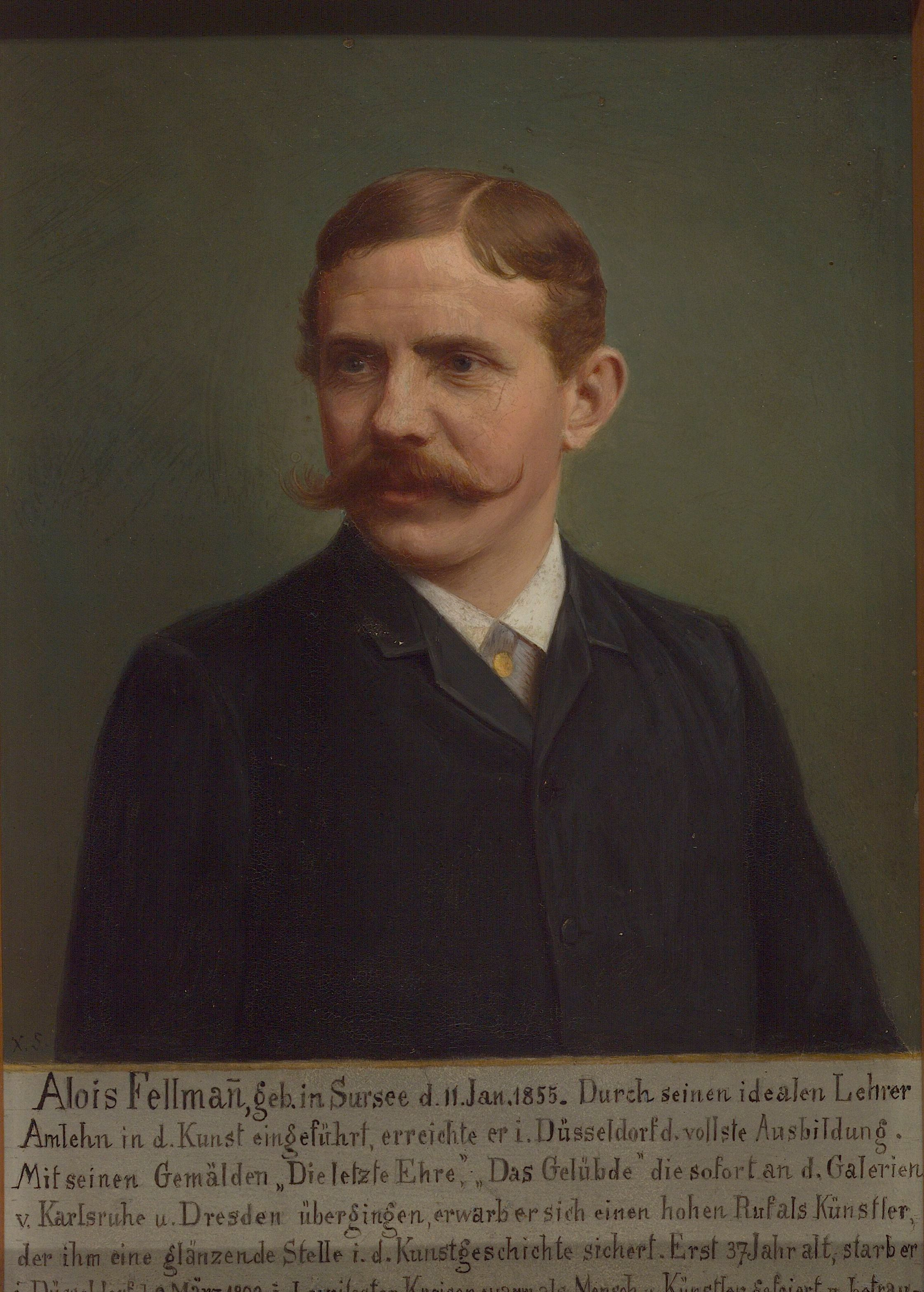
Porträt von Alois Fellmann

Aloys Fellmann (* 11. Januar 1855 in Oberkirch; † 9. März 1892 in Düsseldorf) war ein Schweizer Maler der Düsseldorfer Schule.

## Leben
Aloys Fellmann war ein Sohn des Landwirts und Mitglieds des Grossen Rates Dominik Fellmann vom Hofe „Wiberlist“ im Kanton Luzern. Nach dem Abschluss der Primarschule besuchte Aloys Fellmann ab 1868 das Progymnasium in Sursee und erhielt dort seine erste künstlerische Ausbildung beim Zeichenlehrer Franz Sales Amlehn. Ab 1872 ging er zur Ausbildung in das Atelier des Stanser Malers Karl Georg Kaiser und ab 1874 an die von Seraphin Weingartner geleitete Zeichenschule in Luzern. 1875 wechselte Fellmann an die Kunstakademie Düsseldorf, wo er unter Eduard Gebhardt und Wilhelm Sohn studierte und ab Winter 1878/1879 Meisterschüler der Sohnschen Schule wurde. Er arbeitete in dessen Atelier im Wunderbau auf der Pempelforter Straße 80. In dieser Zeit entstand sein einziges religiöses Bild Heiliger Joseph mit dem Christusknaben.
1879 heiratete er die Düsseldorferin Katharina Josefina, geborene Döhmer. Fellmann trat als Mitglied dem Künstlerverein Malkasten bei. Dort freundete er sich mit dem Schweizer Maler Hans Bachmann an. Adolph Tidemand porträtierte Aloys Fellmann, und das Bild wurde unter anderen zur Jubiläumsausstellung des „Malkastens“ im  Juli 1898 in der Kunsthalle ausgestellt.
Mit seinem ersten großen Genregemälde Die letzte Ehre beim Begräbnis im Kanton Luzern, welches er 1882 unter Wilhelm Sohn vollendete, trat er mit Erfolg an die Öffentlichkeit, und der Verkauf des Bildes 1884 an die Großherzogliche Gemäldegalerie Karlsruhe begründete seinen Ruf als bedeutender Maler. Es folgten Beteiligungen an Kunstausstellungen in Berlin, Düsseldorf und Dresden, und häufige Reisen führten ihn in die Schweiz, wo er sich an Turnus-Ausstellungen beteiligte.
Ab 1887 hatte er sein eigenes Atelier auf der Inselstraße 10 am Hofgarten.

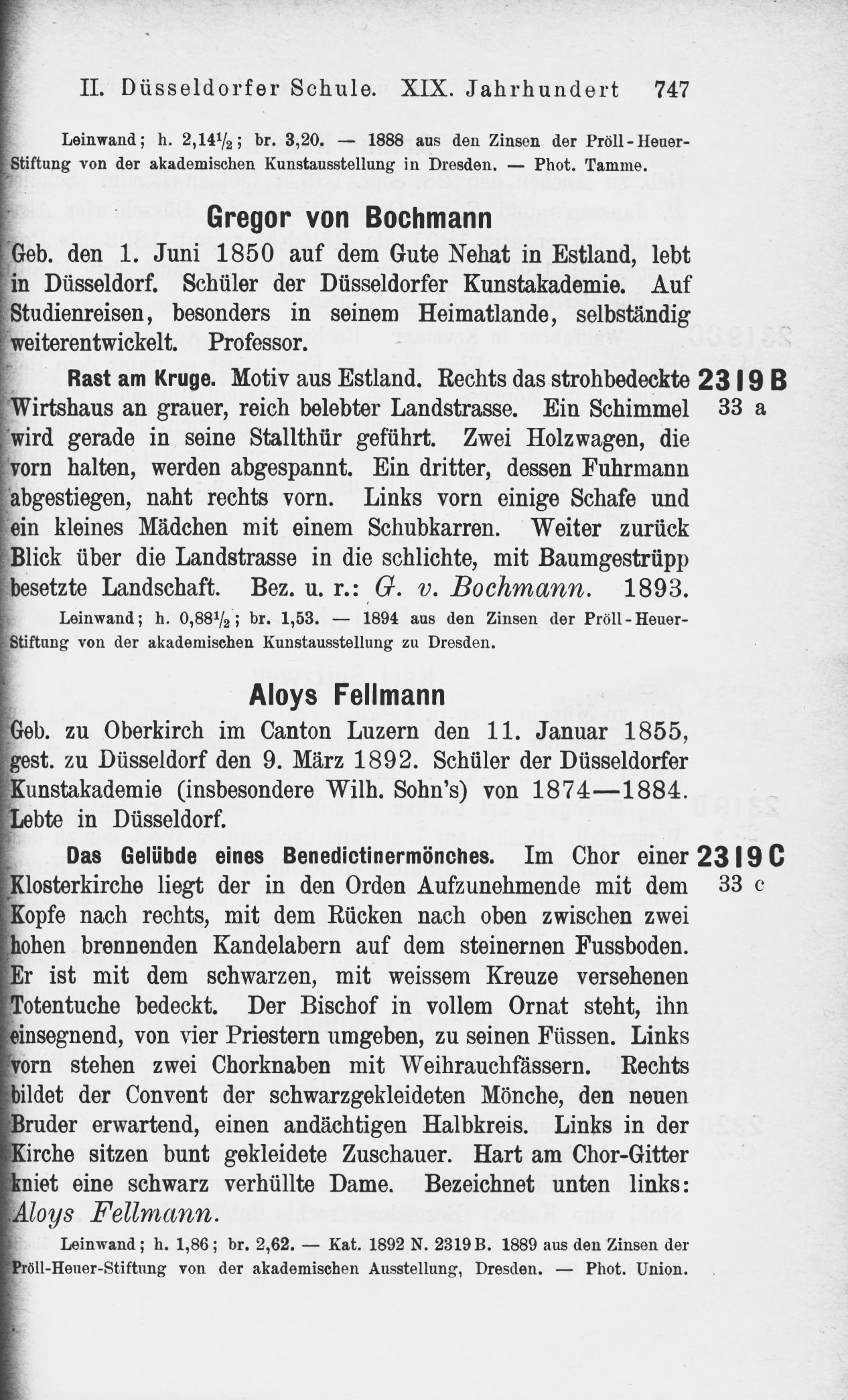
Aloys Fellmann im Katalog Gemäldegalerie Dresden 1899, Gemälde „Das Gelübde eines Benedictinermönches“

Sein Hauptwerk ist Das Gelübde eines Benediktinermönches, die Darstellung der Ablegung des Gelübdes bei der Aufnahme eines jungen Benediktinermönches in den Orden, das er 1888 fertig stellte und das von der Gemäldegalerie in Dresden unter Karl Woermann erworben wurde.
Im Alter von 37 Jahren verstarb Aloys Fellmann im März 1892 infolge einer Erkrankung an der Grippe.
Die Kommission der Gottfried Keller-Stiftung erwarb 1896 zwei Radierungen und zwei Bleistiftzeichnungen aus dem Nachlass von Aloys Fellman: zwei Köpfe zu Die letzte Ehre darstellend, ein Porträt Joggi Waser und eine Studie zu Begräbnis. Das Kunstmuseum Luzern zeigte Ende 1945 in der Ausstellung „Genremalerei des XIX. Jahrhunderts der Düsseldorfer Richtung“ Werke von Aloys Fellmann.

## Werk
Aloys Fellmann war hauptsächlich Porträt- und Genremaler. Er war auch einer der wenigen, die schon früh anfingen, ihre Bilder im Freien zu malen, was ihm den Vorwurf eintrug, dass sein Kolorit hart und trocken sei. Die Merkmale von Fellmanns Werken sind die eines Zeichners, der mit Realismus und in der Farbgebung ein intensives Studium der Natur und Volksnähe zeigte. 

„Fellmann, der viel weniger Augenmensch ist als [Hans] Bachmann, fällt vor allem durch die Porträts auf, wo er, trotz ausgiebiger Verwendung der Photographie als Hilfsmittel, Beachtliches leistet. Gelegentlich auch glücken ihm eigentliche Sittenbilder, dort nämlich, wo er nicht im Episodisch-Anmutigen stecken bleibt, sondern zum Tiefmenschlichen, zur Schilderung im Sinne Pestalozzis und Gotthelfs vorstößt.“

## Werke
- Heiliger Joseph mit dem Christusknaben, in der Pfarrkirche Sursee
- Die letzte Ehre, 1882
- Kleines Landmädchen mit Hollunderstrauss, 1884
- Das Gelübde, 1888
- Palmsonntag, 1892
- Illustrationen in Un petit-fils de Robinson von Philibert Audebrand (1815–1906)[12]